# Phragmatobia fervida
Phragmatobia fervida là một loài bướm đêm thuộc phân họ Arctiinae, họ Erebidae.